# Campioni italiani assoluti di atletica leggera indoor - Marcia maschile
Questa pagina raccoglie un elenco di tutti i campioni italiani dell'atletica leggera nelle gare di marcia indoor. Nella storia dei campionati italiani indoor, la marcia si è svolta su diverse distanze: nel 1970 e 1971 sui 2000 metri, dal 1972 al 1979 e nel 1981 sui 3000 metri e nell'edizione del 1980 e in quelle dal 1982 ad oggi sui 5000 metri.
Nel 1995 la marcia non fu compresa tra le gare dei campionati italiani assoluti di atletica leggera indoor.

## Albo d'oro
| Distanza   | Anno | Atleta (società)                                          | Prestazione           |
| ---------- | ---- | --------------------------------------------------------- | --------------------- |
| 2000 metri | 1970 | Vittorio Visini Centro Sportivo Carabinieri               | 8'02"8(m)             |
| 2000 metri | 1971 | Vittorio Visini Centro Sportivo Carabinieri               | 8'07"0(m)             |
| 3000 metri | 1972 | Vittorio Visini Centro Sportivo Carabinieri               | 12'40"4(m)            |
| 3000 metri | 1973 | Vittorio Visini Centro Sportivo Carabinieri               | 12'26"8(m)            |
| 3000 metri | 1974 | Vittorio Visini Centro Sportivo Carabinieri               | 12'03"0(m)            |
| 3000 metri | 1975 | Vittorio Visini Centro Sportivo Carabinieri               | 11'59"4(m)            |
| 3000 metri | 1976 | Vittorio Visini Centro Sportivo Carabinieri               | 11'55"22              |
| 3000 metri | 1977 | Renato Di Nicola Gruppo Sportivo Fiamme Oro               | 12'13"98              |
| 3000 metri | 1978 | Vittorio Visini Centro Sportivo Carabinieri               | 11'43"3(m)            |
| 3000 metri | 1979 | Carlo Mattioli Centro Sportivo Carabinieri                | 11'35"1(m)            |
| 5000 metri | 1980 | Carlo Mattioli Centro Sportivo Carabinieri                | 18'59"2(m)            |
| 3000 metri | 1981 | Alessandro Pezzatini Gruppi Sportivi Fiamme Gialle        | 11'42"70              |
| 5000 metri | 1982 | Alessandro Pezzatini Gruppi Sportivi Fiamme Gialle        | 19'33"30              |
| 5000 metri | 1983 | Alessandro Pezzatini Pro Patria Pierrel Milano            | 20'10"91              |
| 5000 metri | 1984 | Maurizio Damilano Iveco Torino                            | 19'07"96              |
| 5000 metri | 1985 | Carlo Mattioli Centro Sportivo Carabinieri                | 19'51"55              |
| 5000 metri | 1986 | Carlo Mattioli Centro Sportivo Carabinieri                | 19'34"87              |
| 5000 metri | 1987 | Carlo Mattioli Centro Sportivo Carabinieri                | 19'12"94              |
| 5000 metri | 1988 | Giovanni De Benedictis Centro Sportivo Carabinieri        | 19'21"2(m)            |
| 5000 metri | 1989 | Giovanni De Benedictis Centro Sportivo Carabinieri        | 19'22"14              |
| 5000 metri | 1990 | Giovanni De Benedictis Centro Sportivo Carabinieri        | 19'34"76              |
| 5000 metri | 1991 | Giovanni De Benedictis Centro Sportivo Carabinieri        | 18'51"94              |
| 5000 metri | 1992 | Giovanni De Benedictis Centro Sportivo Carabinieri        | 19'07"68              |
| 5000 metri | 1993 | Giovanni De Benedictis Centro Sportivo Carabinieri        | 19'17"30              |
| 5000 metri | 1994 | Giovanni De Benedictis Centro Sportivo Carabinieri        | 19'07"83              |
|            | 1995 | Gara non in programma                                     | Gara non in programma |
| 5000 metri | 1996 | Giovanni De Benedictis Centro Sportivo Carabinieri        | 18'55"68              |
| 5000 metri | 1997 | Giovanni De Benedictis Centro Sportivo Carabinieri        | 19'10"91              |
| 5000 metri | 1998 | Giovanni De Benedictis Centro Sportivo Carabinieri        | 18'55"32              |
| 5000 metri | 1999 | Massimo Fizialetti Gruppi Sportivi Fiamme Gialle          | 18'57"52              |
| 5000 metri | 2000 | Alessandro Gandellini Gruppo Sportivo Fiamme Oro          | 18'27"15              |
| 5000 metri | 2001 | Ivano Brugnetti Gruppi Sportivi Fiamme Gialle             | 19'00"12              |
| 5000 metri | 2002 | Alessandro Gandellini Gruppo Sportivo Fiamme Oro          | 19'08"57              |
| 5000 metri | 2003 | Alessandro Gandellini Gruppo Sportivo Fiamme Oro          | 18'39"19              |
| 5000 metri | 2004 | Alessandro Gandellini Gruppo Sportivo Fiamme Oro          | 18'34"15              |
| 5000 metri | 2005 | Alessandro Gandellini Gruppo Sportivo Fiamme Oro          | 19'03"38              |
| 5000 metri | 2006 | Giorgio Rubino Gruppi Sportivi Fiamme Gialle              | 19'33"74              |
| 5000 metri | 2007 | Ivano Brugnetti Gruppi Sportivi Fiamme Gialle             | 18'08"86              |
| 5000 metri | 2008 | Ivano Brugnetti Gruppi Sportivi Fiamme Gialle             | 18'33"06              |
| 5000 metri | 2009 | Ivano Brugnetti Gruppi Sportivi Fiamme Gialle             | 18'23"47              |
| 5000 metri | 2010 | Alex Schwazer Centro Sportivo Carabinieri                 | 18'46"49              |
| 5000 metri | 2011 | Riccardo Macchia Gruppo Sportivo Fiamme Oro               | 20'09"99              |
| 5000 metri | 2012 | Giorgio Rubino Gruppi Sportivi Fiamme Gialle              | 19'22"80              |
| 5000 metri | 2013 | Giorgio Rubino Gruppi Sportivi Fiamme Gialle              | 19'32"51              |
| 5000 metri | 2014 | Matteo Giupponi Centro Sportivo Carabinieri               | 19'51"07              |
| 5000 metri | 2015 | Leonardo Dei Tos Athletic Club 96                         | 19'16"34              |
| 5000 metri | 2016 | Francesco Fortunato Gruppi Sportivi Fiamme Gialle         | 19'12"00              |
| 5000 metri | 2017 | Francesco Fortunato Gruppi Sportivi Fiamme Gialle         | 18'59"06              |
| 5000 metri | 2018 | Francesco Fortunato Gruppi Sportivi Fiamme Gialle         | 18'55"26              |
| 5000 metri | 2019 | Francesco Fortunato Gruppi Sportivi Fiamme Gialle         | 18'47"63              |
| 5000 metri | 2020 | Francesco Fortunato Gruppi Sportivi Fiamme Gialle         | 18'50"22              |
| 5000 metri | 2021 | Federico Tontodonati Centro Sportivo Aeronautica Militare | 19'33"71              |
| 5000 metri | 2022 | Teodorico Caporaso SEF Virtus Emilsider Bologna           | 19'56"15              |
| 5000 metri | 2023 | Francesco Fortunato Gruppi Sportivi Fiamme Gialle         | 18'37"63              |